# Eugen von Raumer
Eugen von Raumer (* 5. November 1758 in Dessau; † 28. Februar 1832 in Neiße) war ein preußischer Generalleutnant.

## Leben

### Herkunft
Von Raumer war der Enkel des anhaltischen Regierungspräsidenten Johann Georg von Raumer und Sohn des anhaltischen Regierungsdirektors Leopold Gustav Dietrich von Raumer und der Anna Eleonore, geborene von Waldow (1724–1796). Sie war eine Tochter des Dompropstes Christoph Otto von Waldow auf Bernstein in der Neumark und Hofdame der Fürstinnen Anna Luise Föhse und Gisela Agnes von Rath zu Anhalt-Dessau.

### Militärkarriere
Raumer wurde auf Empfehlung des Bruders seines Vaters Karl Albrecht Friedrich von Raumer im Jahr 1773 als Fahnenjunker in das Infanterieregiment „von Hacke“ der Preußischen Armee angestellt und durchlief in Stargard in Pommern seine erste militärische Ausbildung. Nach erfolgreicher Offiziersprüfung wurde Raumer in den Jahren 1777/78 zu seinem ersten größeren Einsatz im Rahmen des Bayerischen Erbfolgekrieges abkommandiert. Dort nahm er am 5. Februar 1779 am Gefecht bei Brix teil. Anschließend setzt er seine Studien auf dem Gebiet der Militärwissenschaften fort und wurde 1790 an die Seite der beiden jungen General-Quartiermeister-Leutnants und späteren Generale Friedrich von Kleist und Julius von Grawert in den Generalstabsdienst versetzt. Mit ihnen erkundete er zukünftige potentielle Schlachtfelder in Schlesien und an der Ostsee. Am 21. September 1791 erfolgten die Beförderung zum Kapitän sowie die Teilnahme am Ersten Koalitionskrieg.
Hier geriet er 1792 bei der Rückeroberung von Frankfurt am Main zunächst in französische Gefangenschaft, wurde aber auf Veranlassung Custines bald darauf wieder ausgetauscht. Anschließend war Raumer maßgeblich an dem Angriff auf Kostheim. Er führte eine Gruppe von 100 Freiwilligen, konnte über einen Verbindungsgraben in die Stadt eindringen und die Stellung so lange halten bis Verstärkung eintraf und die Franzosen ca. 150 Mann sich ergaben. Dafür erhielt er den Orden Pour le Mérite. Die Einnahme der Stadt war strategisch wichtig für die Belagerung von Mainz und deren Kapitulation am 23. Juli 1793 beteiligt. Nach seiner anschließenden Teilnahme an der Schlacht bei Pirmasens wurde er zum Major befördert.
Bis zum Friedensvertrag von Campo Formio 1797 blieb er im Raum Mainz stationiert, wurde dann zurück zu seiner Garnison in Neiße versetzt und im Jahr 1803 zum Kommandeur des Infanterieregiments „von Malschitzky“ ernannt. Am 1. Juni 1805 wurde Raumer Oberst. Mit dem Regiment nahm Raumer an der Schlacht bei Jena und Auerstedt teil. Er wurde durch einen Schuss in den Hals schwer verletzt und gefangen genommen. Nach dem Krieg wurde er auf Ehrenwort entlassen und als die Franzosen 1808 die preußischen Festungen räumten wurde er Kommandant von Brieg und im Sommer 1809 als Festungskommandant von Neiße eingesetzt. Sechs Jahre später übertrug ihn sein früherer Vorgesetzter, der mittlerweile zum Generalleutnant beförderte Grawert das Kommando für die 3. Infanterie-Brigade, mit der er als Teil des preußischen Hilfskorps an Napoléons Russlandfeldzug im Jahr 1812 teilnehmen sollte. Doch nach Grawerts krankheitsbedingtem Ausscheiden noch im gleichen Jahr machte dessen Nachfolger General Ludwig Yorck von Wartenburg klar, dass er mit Raumer als Kommandeur nicht einverstanden sei, und versetzte diesen zurück auf seinem Posten als Festungskommandant von Neiße. Hier verbrachte Raumer seine nächsten Jahre und wurde mit dem Dienstgrad eines Generalleutnants im Jahre 1815 pensioniert.

### Familie
Von Raumer war mit Franziska Pino (1760–1833) verheiratet, die einer adeligen Familie aus Como entstammt. Das Paar hatte einen Sohn und die Tochter Agnes (* 27. Oktober 1799; † 1828), die den Hauptmann Carl Friedrich Wilhelm von Dehrmann heiratete.